# پیله سهران
پیله سهران یک روستا در ایران است که در دهستان یورتچی شرقی واقع شده‌است. پیله سهران ۴۶ نفر جمعیت دارد.